# Гієнь

Гієнь у 1330 році.

Гієнь (фр. Guyenne або Guienne фр.: [ɡɥijɛn]; окс. Guiana [ˈɡjanɔ]) — французька історична провінція, частина земель колишнього аквітанського племені, завойованого Римом, що знаходиться на обох берегах Гаронни. З ХІІ століття тимчасово належала англійській королівській династії Плантагенетів.
У 1337 році французький король Філіп VI оголосив про конфіскацію лену Гієні, що стало безпосередньою причиною початку Столітньої війни.